# Lucien Denis
Pour les articles homonymes, voir Denis.
Lucien Denis est un footballeur français né le 12 mars 1955 à Cognac (Charente). Il évoluait comme défenseur.

## Biographie
Formé à Sochaux, il a principalement joué à Auxerre. Il participe à l'accession du club bourguignon en Division 1 en 1980 : pour l'anecdote, il marque le but qui permet au club de monter parmi l'élite.
Il a également doublé Patrick Dewaere dans les séquences football dans le film Coup de tête.
Reconverti journaliste sportif, il est actuellement le correspondant de l'agence RMC Sport du côté de la Bourgogne. "Lulu" comme le surnomme Rolland Courbis, qu'il a connu au FC Sochaux dans les années 1970, commente les matchs à domicile, d'Auxerre, de Dijon, de Troyes ou de Châteauroux sur l'antenne de RMC.
Il commente également les matchs de l'AJ Auxerre sur France Bleu Bourgogne.

## Carrière de joueur
- UA Cognac
- 1967-1971 : AS Angoulême
- 1971-1976 : FC Sochaux
- 1976-1983 : AJ Auxerre
- 1983-1984 : Lille OSC
- 1984-1984 (décembre) : PL Foot Troyes
- 1985 (janvier)-1987 : FC Sens[2]

## Palmarès
- Champion de France de Division 2 en 1980 avec l'AJ Auxerre
- Finaliste de la Coupe de France en 1979 avec l'AJ Auxerre
- International Junior, Amateur, Militaire, Olympique et Espoir

## Statistiques
- Premier match en Division 1 : le 20 novembre 1974 : Sochaux-Rennes (2-1)
- 104 matchs et 1 but en Division 1
- 111 matchs et 3 buts en Division 2